# Saultain
Saultain és un municipi francès, situat a la regió dels Alts de França, al departament del Nord. L'any 2006 tenia 1.991 habitants. Limita al nord-est amb Estreux, al sud-est amb Curgies, al sud amb Préseau, al sud-oest amb Aulnoy-lez-Valenciennes i al nord-oest amb Marly.

## Demografia
| 1962                                       | 1968  | 1975  | 1982  | 1990  | 1999  | 2006  |
| ------------------------------------------ | ----- | ----- | ----- | ----- | ----- | ----- |
| 1.393                                      | 1.423 | 1.438 | 1.669 | 2.037 | 2.077 | 1.991 |
| Des de 1962: població sense dobles comptes |       |       |       |       |       |       |

## Administració
| Període   | Identitat     | Partit        |
| --------- | ------------- | ------------- |
| 1989-2007 | Noël Malvache | Divers gauche |
| 2007-     | Joël Soigneux |               |